# Geoffrey Tozer
Geoffrey Tozer (* 5. November 1954 in Masuri, Indien; † 20. August 2009 in Melbourne, Victoria) war ein australischer Pianist.

## Leben
Tozers Eltern waren Australier, Tozers Mutter lebte allerdings zur Zeit der Geburt für vier Jahre in Indien. Bereits im Alter von acht Jahren trat Tozer öffentlich in einem Fernsehkonzert der Australian Broadcasting Corporation auf. Durch ein Stipendium konnte er in London studieren und debütierte dort mit 15 Jahren in einem Konzert mit Orchester in der Royal Albert Hall unter der Leitung von Colin Davis. 1980 errang er den 3. Platz bei der Arthur Rubinstein International Piano Master Competition in Tel Aviv.
In den 1990er Jahren wurde Tozer ein Ziel der Presse, nachdem bekanntgeworden war, dass er zwei weitere künstlerische Stipendien in Höhe von insgesamt 500.000 AUS-$ von einer Stiftung des damaligen australischen Premierministers Paul Keating erhalten hatte. Tozer selbst hatte Keating zu der Stiftung inspiriert, da er zu den Klavierstunden, die er dessen Sohn gab, aufgrund seines Jahreseinkommens von nur 9.000 AUS-$ mit dem Fahrrad fahren musste. Durch das Stipendium konnte Tozer Reisen nach London finanzieren, nachdem er 1991 einen Vertrag mit dem Label Chandos Records geschlossen hatte.
Tozers erste Aufnahmen dort waren die zum damaligen Zeitpunkt kaum gespielten drei Klavierkonzerte von Nikolai Medtner mit dem London Philharmonic Orchestra unter der Leitung von Neeme Järvi, die ihn schlagartig weltweit bekanntmachten. Weitere Aufnahmen von Solo-Klaviermusik von Medtner folgten; bis 2009 hatte Tozer einen großen Teil der Klaviermusik eingespielt, darunter alle Klaviersonaten, und war damit der am meisten aufgenommene Medtner-Interpret überhaupt. Tatsächlich war Medtners größter Gönner Jayachamaraja Wodeyar, der Maharadscha von Mysore, einst ein Freund von Tozers Mutter in Indien.
Neben der Musik von Medtner konzentrierte sich Tozers Aufnahmetätigkeit, die 39 CDs hervorgebracht hat, auf andere weniger bekannte Komponisten oder Werke des 20. Jahrhunderts, darunter Alan Rawsthorne, John McEwen, Erich Wolfgang Korngold, Robert Gerhard, Ottorino Respighi, Ferruccio Busoni, Artur Schnabel, Nikolai Tscherepnin und Percy Grainger.
Geoffrey Tozer verstarb am 20. August 2009 in Melbourne im Alter von 54 Jahren.